# Mary Boakye
Mary Boakye (* 13. August 2000) ist eine ghanaische Leichtathletin, die sich auf den Sprint spezialisiert hat.

## Sportliche Laufbahn
Erste internationale Erfahrungen sammelte Mary Boakye im Jahr 2022, als sie bei den Commonwealth Games in Birmingham mit der ghanaischen 4-mal-100-Meter-Staffel in 44,86 s den sechsten Platz belegte. Im Jahr darauf schied sie bei den World University Games in Chengdu mit 11,68 s im Halbfinale im 100-Meter-Lauf aus und ging im Semifinale über 200 Meter nicht mehr an den Start. 2024 belegte sie bei den Afrikaspielen in Accra in 11,71 s den siebten Platz über 100 Meter und gewann mit der Staffel in 44,21 s gemeinsam mit Janet Mensah, Doris Mensah und Halutie Hor die Bronzemedaille hinter den Teams aus Nigeria und Liberia. Im Juni belegte sie bei den Afrikameisterschaften in Douala in 23,40 s den vierten Platz im 200-Meter-Lauf und gewann mit der Staffel in 43,62 s gemeinsam mit Anita Afrifa, Halutie Hor und Deborah Acheampong die Silbermedaille hinter dem nigerianischen Team.

## Persönliche Bestzeiten
- 100 Meter: 11,50 s (−0,1 m/s), 18. März 2024 in Accra
- 200 Meter: 23,16 s (−0,8 m/s), 5. Juni 2024 in Accra